# Bơi nghệ thuật tại Đại hội Thể thao châu Á 2022 – Đôi Nữ
Nội dung biểu diễn đôi nữ bộ môn bơi nghệ thuật tại Đại hội Thể thao châu Á 2022 diễn ra từ ngày 6 đến ngày 7 tháng 10 năm 2023 tại Nhà thi đấu thể thao dưới nước của Trung tâm thể thao Olympic Hàng Châu.

## Lịch thi đấu
Tất cả các giờ đều là Giờ chuẩn Trung Quốc (UTC+08:00)
| Ngày                         | Giờ   | Nội dung          |
| ---------------------------- | ----- | ----------------- |
| Thứ Sáu, 6 tháng 10 năm 2023 | 14:00 | Technical routine |
| Thứ Bảy, 7 tháng 10 năm 2023 | 14:00 | Free routine      |

## Kết quả
Chú thích
- FR — Dự bị trong nội dung free
- RR — Dự bị trong nội dung technical và free
- TR — Dự bị trong nội dung technical

| Thứ hạng | Đội tuyển                                                                     | Technical | Free     | Tổng cộng |
| -------- | ----------------------------------------------------------------------------- | --------- | -------- | --------- |
| 1        | Trung Quốc (CHN) · Wang Liuyi · Wang Qianyi                                   | 266.5767  | 260.2853 | 526.8620  |
| 2        | Nhật Bản (JPN) · Moe Higa · Mashiro Yasunaga                                  | 253.7433  | 235.6855 | 489.4288  |
| 3        | Kazakhstan (KAZ) · Arina Pushkina · Yasmin Tuyakova                           | 218.1633  | 200.5354 | 418.6987  |
| 4        | Hàn Quốc (KOR) · Jun Yoon-seo · Lee Ri-young                                  | 201.9967  | 200.0334 | 402.0301  |
| 5        | Singapore (SGP) · Debbie Soh Li Fei · Yong Miya Hsing                         | 206.6833  | 175.2875 | 381.9708  |
| 6        | Uzbekistan (UZB) · Diana Onkes · Ziyodakhon Toshkuhaeva · Anna Vashchenko (R) | 190.6966  | 179.8417 | 370.5383  |
| 7        | CHDCND Triều Tiên (PRK) · Jong Mi-yon · Min Hae-yon · Kim Il-sim (R)          | 202.9900  | 163.2897 | 366.2797  |
| 8        | Thái Lan (THA) · Pongpimporn Pongsuwan · Supitchaya Songpan                   | 176.6717  | 136.5459 | 313.2176  |
| 9        | Hồng Kông (HKG) · Eva Chong · Nandini Dulani · Katherine Chu (R)              | 176.8884  | 133.4397 | 310.3281  |
| 10       | Ma Cao (MAC) · Ao Weng I · Chau Cheng Han · Chio Un Tong (R)                  | 167.4751  | 139.1917 | 306.6668  |